# Omphalolappula concava
Omphalolappula concava är en strävbladig växtart som först beskrevs av Ferdinand von Mueller, och fick sitt nu gällande namn av A. Brand. Omphalolappula concava ingår i släktet Omphalolappula och familjen strävbladiga växter. Inga underarter finns listade i Catalogue of Life.